# Sunset Point (Alberta)
Sunset Point est un village d'été (summer village) du Comté de Lac Sainte-Anne, situé dans la province canadienne d'Alberta.

## Démographie
En tant que localité désignée dans le recensement de 2011, Sunset Point a une population de 221 habitants dans 93 de ses 244 logements, soit une variation de -8,7 % avec la population de 2006. Avec une superficie de 1,113 0 km2, le village d'été possède une densité de population de 198,562 4 hab/km2 en 2011.
Concernant le recensement de 2006, Sunset Point abritait 242 habitants dans 96 de ses 277 logements. Avec une superficie de 1,113 0 km2, le village d'été possédait une densité de population de 217,4 hab/km2 en 2006.
| 2001 | 2006 | 2011 | 2016 |
| ---- | ---- | ---- | ---- |
| 176  | 242  | 221  | 169  |